# Vieux-Ferrette
Vieux-Ferrette é uma comuna francesa na região administrativa de Grande Leste, no departamento Alto Reno. Estende-se por uma área de 6,65 km². Em 2010 a comuna tinha 711 habitantes (densidade: 106,9 hab./km²).